# Камінь (Новгород-Сіверський район)
Камі́нь — село в Україні, у Новгород-Сіверській міській громаді Новгород-Сіверського району Чернігівської області. Населення становить 276 осіб. До 2020 орган місцевого самоврядування — Кам'янсько-Слобідська сільська рада.

## Історія
За даними на 1859 рік у козацькому й казенному селі Новгород-Сіверського повіту Чернігівської губернії мешкало 589 осіб (329 чоловічої статі та 360 — жіночої), налічувалось 93 дворових господарства, існували православна церква й поромна переправа.
Станом на 1886 у колишньому державному й власницькому селі Кам'янсько-Слобідської волості мешкало 790 осіб, налічувалось 57 дворових господарств, існували православна церква, постоялий двір, постоялий будинок, водяний млин, цегельний завод.
За даними на 1892 рік у поселенні мешкало 1153 особи (591 чоловічої статі та 562 — жіночої), налічувалось 248 дворових господарств.
За переписом 1897 року кількість мешканців зменшилась до 1038 осіб (500 чоловічої статі та 538 — жіночої), з яких 1007 — православної віри.
За даними на 1901 рік у селі Грем'яцької волості Новгород-Сіверського повіту мешкало вже лише 1015 осіб (500 чоловічої статі та 515 — жіночої статі).
1923 – село було центром сільради Мамекинського району Новгород-Сіверської округи, 315 дворів, 1642 мешканця.
12 червня 2020 року, відповідно до розпорядження Кабінету Міністрів України № 730-р «Про визначення адміністративних центрів та затвердження територій територіальних громад Чернігівської області», увійшло до складу Новгород-Сіверської міської громади.
19 липня 2020 року, в результаті адміністративно - територіальної реформи та ліквідації колишнього Новгород-Сіверського району, село увійшло до новоствореного Новгород-Сіверського району Чернігівської області.